# Coleman Stewart
Coleman Stewart (Estados Unidos, 3 de marzo de 1998) es un nadador estadounidense especializado en estilo espalda y estilo mariposa. Es conocido por haber establecido el récord mundial en la prueba de 100 metros espalda en piscina corta, con un tiempo de 48,33 segundos, el 29 de agosto de 2021, durante una jornada de la Liga Internacional de Natación (ISL, por sus siglas en inglés).